# Vrijeme u Rusiji
Rusija je podijeljena na devet vremenskih zona u rasponu od UTC+3 do UTC+12, UTC+5 se ne koristi.
Zadnja promjena vremenskih zona dogodila se u rujnu 2011. kada je nekoliko distrikata na krajnjem istoku Sibira promijenilo vremensku zonu. Ruski predsjednik Dmitrij Medvjedev je 8. veljače 2011. izdao uredbu da će Rusija tijekom cijele godine imati ljetno računanje vremena. Svi satovi u Rusiji su pomaknuti jedan sat naprijed 27 ožujak 2011., kao i obično, ali se nisu vratiti sljedećeg listopada.
|  | naziv vremenske zone    | vrijeme dana           | UTC identifikator | područje |
|  | ----------------------- | ---------------------- | ----------------- | --- |
|  | Kalinjingradsko vrijeme | 14:44, 10. rujna 2012. | UTC+3             | Kalinjingradska oblast |
|  | Moskovsko vrijeme       | 15:44, 10. rujna 2012. | UTC+4             | veći dio Europske rusije |
|  | Ekaterinburško vrijeme  | 17:44, 10. rujna 2012. | UTC+6             | Baškirija, Čeljabinska oblast, Hantijsko-mansijski autonomni okrug – Jugra, Kurganska oblast, Orenburška oblast, Permski kraj, Sverdlovska oblast, Tjumenjska oblast i Jamalskonenečki autonomni okrug |
|  | Omsko vrijeme           | 18:44, 10. rujna 2012. | UTC+7             | Altajski kraj, Altaj, Novosibirska oblast, Kemerovska oblast, Omska oblast i Tomska oblast |
|  | Krasnojarsko vrijeme    | 19:44, 10. rujna 2012. | UTC+8             | Hakasija, Krasnojarski kraj i Tuva |
|  | Irkutsko vrijeme        | 20:44, 10. rujna 2012. | UTC+9             | Irkutska oblast i Burjatija |
|  | Jakutsko vrijeme        | 21:44, 10. rujna 2012. | UTC+10            | Amurska oblast, zapadna Jakutija i Zabajkalski kraj |
|  | Vladivostovsko vrijeme  | 22:44, 10. rujna 2012. | UTC+11            | Židovska autonomna oblast, Habarovski kraj, Primorski kraj, središnja Jakutija i Sahalinska oblast (osim Kurila)                                                                                       |
|  | Magadansko vrijeme      | 23:44, 10. rujna 2012. | UTC+12            | Magadanska oblast, istočna Jakutija, Sjeverno-Kurilski distrikt, Čukotski autonomni okrug i Kamčatski kraj                                                                                             |

## Vanjske poveznice
- Karta vremenskih zona u Rusiji
- Vremenske zone u Rusiji